# Romain Henet
Romain Henet (9 maart 1994) is een Belgisch hockeyer.

## Levensloop
Henet is actief bij Royal Léopold HC. Met deze club werd hij in 2019 landskampioen in de veldcompetitie en in 2022 in de zaalcompetitie.
Daarnaast is hij actief bij het Belgisch zaalhockeyteam. Met de Indoor Red Lions nam hij onder meer deel aan de Europese kampioenschappen van 2020 en 2022. Ook maakte hij deel uit van de selectie voor het wereldkampioenschap van 2023.